# Gurutze Fernández
Gurutze Fernández Callejo (Villarreal de Urrechua, 4 de mayo de 1979), también conocida como Guru, es una futbolista española, que juega para el Athletic Club, donde se desempeña como delantera.

## Clubes
| Club           | País   | Año         |
| -------------- | ------ | ----------- |
| Oiartzun K. E. | España | 2000 - 2003 |
| Athletic Club  | España | 2003 - 2007 |
| Levante U. D.  | España | 2007 - 2009 |
| Athletic Club  | España | 2009 - 2013 |